# Adriana Bertini
Adriana Bertini é uma artista brasileira que cria vestidos a partir de preservativos rejeitados em testes de qualidade, no âmbito do projecto Condom Couture.
Inspirada nas crianças soropositivas que conheceu ao se voluntariar para o Grupo de Apoio à Prevenção à Aids, actividade que iniciou em 1994, Adriana começou a fazer trabalho alusivo à importância de uso de preservativo, para desafiar o estigma e discriminação relativos à saúde e educação sexuais. Fez o primeiro vestido de preservativos em 1997. Desde então, para além de vestidos, Adriana Bertini cria também tapeçarias, esculturas, móbiles, roupa de bonecas e tem outras intervenções artísticas em que usa caixas de petri, comprimidos e plantas por forma a provocar discussão relativa a temas como a prevenção de HIV. Todos os lucros de venda das suas obras contribuem para financiar organizações de combate ao HIV. As suas esculturas visam transmitir a mensagem de que “a camisinha deve ser básica como uma calça jeans e tão necessária como um grande amor.”
Adriana Bertini e também co-fundadora da organização não governamental Instituto Multiverso em São Paulo, que se especializa na educação de jovens e educação sexual. Realiza também oficinas criativas com jovens por todo o mundo, por forma a promover o tema da saúde sexual, e da redução de desperdício.
Adriana Bertini expôs na Conferência Internacional de AIDS em Barcelona em 2002, e na 15.⁠ª Conferência Internacional de AIDS em Banguecoque em 2004, e no Fowler Museum da UCLA em Los Angeles, Califórnia em 2006, e em cidades como Nova Iorque, São Francisco, Xangai e Melbourne.

## Reconhecimento
- Em 2004, recebeu o Nkosi Johnson Community Spirit Award atribuído pela International Association of Physicians in AIDS Care (IAPAC) em Washington, D.C., em reconhecimento de uma década de ativismo.[2][7]